# Háztartási vagyonfelmérés
A háztartási vagyonfelmérés egy vagyonfelmérési vizsgálat. Az MNB Statisztikai Igazgatósága 2019-ben tette közzé a legutolsó vizsgálat eredményeit Miből élünk? A 2017-es háztartási vagyonfelmérés első eredményeinek bemutatása címen.
2014 és 2017 között a magyar társadalom felső 1–10 százaléka vagyonosodott a leggyorsabban, de minden társadalmi réteg vagyonosabb lett, még ha ez a tény a legszegényebbek esetében csupán az adósságuk csökkenését jelentette is. A KSH és az MNB közös kutatásából megmutatja, hogy mennyi volt egy magyar háztartás átlagos vagyona, és már azt is tudjuk, hogy az idősek és az alföldiek gazdagodtak a leginkább.

## Korábbi eredmények
A Központi Statisztikai Hivatal felmérése alapján 2014-ben Budapesten egy főre vetítve átlag 17,3 millió forint, Közép-Magyarországon 15,3 millió forint, a Nyugat-Dunántúlon 10,4 millió forint, míg a legszegényebb Észak-Alföldön fejenként 5,5 millió forintot tett ki a vagyon értéke. Kimutatták, hogy a tartósan fennálló munkalehetőségek mellett nagyobb vagyont képesek felhalmozni az emberek. Az egyedül élő felnőttek fejenként átlag 9,9 millió forint, míg az egy gyermeket egyedül nevelő szülők csak fejenként 3,5 millió forinttal rendelkeztek átlagban.